# 석유트랩

단층트랩

석유트랩(Petroleum trap)은 저류암에 영향을 미치는 지질학적 구조로서, 석유층에 탄화수소를 쌓이게 한다. 트랩은 층위학적트랩, 구조트랩이라는 두 가지 종류가 있다. 구조트랩은 가장 중요한 유형의 트랩인데 세계에서 발견되는 석유자원 상당분을 대표하기 때문이다.

## 같이 보기
- 석유층
- 구조지질학